# Duponchelia fovealis
Duponchelia fovealis é uma espécie de lepidóptera, é um micro-mariposa pertencente a familía Crambidae. Essa espécia é originária da região do Mediterrâneo e das  Ilhas Canárias e atual está presente em outras partes da Europa, assim como em alguns lugares da Ásia, Indía, Canadá e Estados Unidos. Na América do Sul seu primeiro registro foi em 2010 Brasil, no estado do Paraná/